# Messua felix
Messua felix är en spindelart som först beskrevs av Peckham, Peckham 1901.  Messua felix ingår i släktet Messua och familjen hoppspindlar. Inga underarter finns listade i Catalogue of Life.